# Plagioecia dorsalis
Plagioecia dorsalis är en mossdjursart som först beskrevs av Campbell Easter Waters 1879.  Plagioecia dorsalis ingår i släktet Plagioecia och familjen Plagioeciidae. Inga underarter finns listade i Catalogue of Life.